# アンドリヤ・ラドゥロヴィッチ (サッカー選手)
アンドリヤ・ラドゥロヴィッチ（セルビア語: Андрија Радуловић, Andrija Radulović、2002年7月3日 - ）は、モンテネグロとセルビアのサッカー選手。ポジションはミッドフィールダー。

## クラブ歴

### レッドスター・ベオグラード
レッドスター・ベオグラードのファンであった彼は2016年に同クラブのトライアルに参加し、その後下部組織に加入した。2019年にUEFAユースリーグで活躍、トッテナム・ホットスパーFC戦で得点を決めたのもあり、マンチェスター・シティFCから興味を持たれる存在となった。
2020年6月6日に行われたセルビア・スーペルリーガのFKラドニク・スルドゥリツァ戦で後半開始時にマテオ・ガルシアに代わって途中出場しトップチーム初出場、この試合ではペナルティーキックで初得点も記録した。
2023年1月10日、ウロシュ・ラジッチと共にFKラドニク・スルドゥリツァに半年間の契約でレンタル移籍した。

### ヴォイヴォディナ
2023年7月7日、FKヴォイヴォディナ・ノヴィ・サドに3年契約で完全移籍した。

## 代表歴
アンダー代表としてはU-15とU-16でモンテネグロ代表、U-17とU-19ではセルビア代表としての経験がある。

## プレースタイル
本職はウインガーであるが、左サイドバックとしてもプレーが出来る。重心が低く多芸な彼はジェルダン・シャチリに喩えられるが、本人の憧れはクリスティアーノ・ロナウドである。